# Liste von Brücken in Hamburg/A

## A
| Foto | Name, Kurzbeschreibung | Nutzung   | (Erst)Bau     | Stadtteil, Lage                                              |
| ---- | --- | --------- | ------------- | ------------------------------------------------------------ |
|      | Achterdiekbrücke (Hein-Wulff-Brücke) überquert die Gose Elbe zwischen dem Neuengammer Hinterdeich und dem Kirchwerder Hausdeich bei der Ortschaft Achterdiek. Es handelt sich um eine Stahlfachwerkbrücke der Vierländer Bahn, 1977 wurde sie für den Autoverkehr umgebaut und in Hein-Wulff-Brücke umbenannt. | Straße    | 1911          | Neuengamme, Kirchwerder (53° 25′ 42″ N, 10° 12′ 18″ O)       |
|      | Achterweidenbrücke führte im Zuge der Straße Achterweide über den Müggenburger Kanal (Hafenbrücke) | Straße    |               | Veddel (53° 31′ 2″ N, 10° 2′ 27″ O)                          |
|      | Adolphsbrücke (A037) führt über das Alsterfleet | Straße    | 1843          | Hamburg-Altstadt, Neustadt (53° 33′ 2″ N, 9° 59′ 23″ O)      |
|      | Alfredstraßenbrücke Steinbrücke; führt über die Lübecker Bahn und die S-Bahn zwischen den Stationen Landwehr und Berliner Tor. Die Brücke steht unter Denkmalschutz. | Straße    | 1901          | Borgfelde (53° 33′ 31″ N, 10° 1′ 54″ O)                      |
|      | Allermöher Kirchenbrücke führt zwischen Allermöher Deich und Reitbrooker Vorderdeich über die Dove Elbe. | Straße    | 1980          | Reitbrook, Allermöhe (53° 28′ 54″ N, 10° 7′ 43″ O)           |
|      | Alsterbrücke führt im Verlauf der Straße Trillup über die Oberalster | Straße    |               | Lemsahl-Mellingstedt (53° 41′ 0″ N, 10° 6′ 59″ O)            |
|      | Alsterdorfer Brücke Diese Brücke führt im Verlauf des Alsterdorfer Damms über den Skagerrakkanal. | Straße    | 1914          | Alsterdorf (53° 36′ 37″ N, 10° 0′ 12″ O)                     |
|      | Alsterparkbrücke führt vom Alsterwanderweg über die Alster in den Alsterpark | Fußweg    |               | Ohlsdorf, Fuhlsbüttel (53° 37′ 43″ N, 10° 1′ 40″ O)          |
|      | Alte Harburger Elbbrücke (A123) älteste Süderelbbrücke. Die Brücke steht unter Denkmalschutz. | Fußweg    | 30. Sep. 1899 | Wilhelmsburg, Harburg (53° 28′ 24″ N, 9° 59′ 42″ O)          |
|      | Alte Holstenstraße Eisenbahnbrücke Eisenbahnbrücke auf der Strecke Hamburg-Berlin über die Alten Holstenstraße, Stahlbalkenbrücke | Eisenbahn | 1935          | Bergedorf (53° 29′ 26″ N, 10° 12′ 29″ O)                     |
|      | Altenwallbrücke (A141) führt über das Mönkedammfleet zwischen Graskeller und Mönkedamm | Straße    | 1842/1844     | Hamburg-Altstadt (53° 32′ 57″ N, 9° 59′ 16″ O)               |
|      | Altmannbrücke (A163) überbrückt die Gleisanlagen südlich des Hauptbahnhofs und verbindet die Steinstraße mit der Kurt-Schumacher-Allee. | Straße    |               | St. Georg, Hammerbrook (53° 33′ 1″ N, 10° 0′ 28″ O)          |
|      | Altonaer Anleger Zugangsbrücke zur Pontonanlage; 1995 wurde der Anleger vom Altonaer Holzhafen zur Fischauktionshalle verlegt, die Brücke stammt vom ehemaligen Anleger Roßhöft. | Zugang    | 1907          | Altona-Altstadt (53° 32′ 40″ N, 9° 57′ 7″ O)                 |
|      | An der Pollhofsbrücke (A411) diese Brücke führt über die Brookwetterung. | Straße    |               | Bergedorf (53° 28′ 45″ N, 10° 13′ 47″ O)                     |
|      | Andreas-Meyer-Brücke führt über den Moorfleeter Kanal. Der Namensgeber Andreas Meyer (1837–1901) war Oberingenieur im Hamburger Hochbau. | Straße    | 1963/1965     | Billbrook (53° 31′ 30″ N, 10° 4′ 8″ O)                       |
|      | Argentinienbrücke (A621) führt im Verlauf des Reiherdamm über den Reiherstieg; zuvor stand hier ab 1907 die Zweite Reiherstieg-Drehbrücke. | Straße    | 2000          | Kleiner Grasbrook, Steinwerder (53° 31′ 41″ N, 9° 58′ 36″ O) |
|      | Arndtstraßenbrücke führt im Verlauf der Arndtstraße über den Uhlenhorster Kanal | Straße    | 1911          | Uhlenhorst (53° 34′ 25″ N, 10° 1′ 7″ O)                      |
|      | Aßmannkanalbrücke führt am Ende des Vogelhüttendeichs über den Aßmannkanal; Betonplattenbalken-Konstruktion. | Straße    | 1924          | Wilhelmsburg (53° 30′ 56″ N, 9° 59′ 52″ O)                   |